# 塞尔丘克·切比
塞尔丘克·切比（土耳其語：Selçuk Çebi，1982年6月3日—），土耳其男子摔跤运动员。他曾代表土耳其参加世界摔跤锦标赛，获得三枚金牌、一枚银牌和一枚铜牌。他也曾参加2012年和2016年夏季奥林匹克运动会。